# 20. далматинска дивизија НОВЈ
Двадесета далматинска дивизија НОВЈ формирана је 10. октобар 1943. у Врдово на Динари. У њен састав су ушле Осма (шибенска), Девета (трогирска) и Десета (цетинска) са око 3.100 бораца. У периоду фебруар-април 1944. у саставу дивизије била је и Пета прекоморска бригада.
Од оснивања, па до краја рата, дивизија је била у саставу Осмог далматинског корпуса. Основно оперативно подручје дивизије била је средња Далмација с ослонцем на Динару, Свилају и Далматинску загору.
Средња Далмација једним делом спадала је у зону немачког 15. брдског корпуса, а другим 5. СС корпус Друге оклопне армије. На територији Двадесете дивизије оперисао је део немачке 264. дивизије, део 118. ловачке дивизије и снаге 7. СС дивизије. Поред немачких, у борбама са снагама 20. дивизије учествовале су и четничке, усташке и домобранске снаге. Најзначајније борбе су: против немачких снага на правцу Сињ-Ливно током операције Цитен. Као противтежу немачким дејствима дивизија је децембра 1943. напала и ослободила Врлику.
Дивизија је водила тешке борбе у одбрани слободне територије на Динари приликом офанзиве немачких, усташких и четничких снага априла 1944. Током противдејстава маја 1944. ослободила је Аржано у коме је уништила бојну усташа.
Током септембра 1944. почела је офанзива НОВЈ за ослобеђење Далмације, у којој је учесвовала и Двадесета дивизија.
Након концентрисања осталих снага Осмог корпуса покренута је Книнска операција, којом је ликвидирана основна упоришна тачка на десном крилу немачке „зелене линије“ фронта у Југославији и уништена 264. дивизија.
Од 20. марта 1945. дивизија је у саставу 4. армије учествовала у Личко-приморској и Тршћанској операцији против немачког 15. и 97. брдског корпуса, који су у овим операцијама уништени.